# Tour de France 1955
Le Tour de France 1955 est la 42e édition du Tour de France, course cycliste qui s'est déroulée du 7 juillet au 30 juillet 1955.
La course, organisée par les journaux quotidiens L’Équipe" et le Parisien Libéré, est constituée de 22 étapes pour 4 495 km, traverse quatre pays, s'élance du Havre et arrive à Paris.
La compétition est remportée pour la troisième fois consécutivement par le Français Louison Bobet.

## Généralités
Treize équipes nationales ou régionales de dix coureurs se présentent au départ du Havre. Aucune n'arrivera au complet à Paris.
Louison Bobet, blessé à la selle, résiste à Jean Brankart et remporte son troisième et dernier Tour de France.
La photo-finish fait son apparition dans les arrivées groupées.
La vitesse moyenne de la course est de 34,446 km/h.

## Parcours
Le départ est donné du Havre (Seine-Maritime).
En France, Thonon-les-Bains (Haute-Savoie), Poitiers (Vienne), Châtellerault (Vienne), Tours (Indre-et-Loire) et à l'étranger, Zurich (Suisse), sont villes-étapes pour la première fois.
Le parcours emprunte les routes de quatre pays : la France, la Belgique, la Suisse et Monaco.
Le vélodrome du parc des Princes dans le 16e arrondissement de Paris accueille l'arrivée du Tour comme chaque année de 1905 à 1967.
Ce Tour comporte deux journées de repos pour les coureurs le samedi 16 juillet à Monaco et le samedi 23 juillet à Ax-les-Thermes (Ariège).
|                | Villes | Total |
| -------------- | --- | ----- |
| Villes-étape   | Albi, Avignon, Ax-les-Thermes, Bordeaux, Briançon, Colmar, Dieppe, Marseille, Metz, Millau, Monaco, Namur, Narbonne, Pau, Roubaix, Saint-Gaudens, Thonon-les-Bains, Toulouse, Tours, Zurich | 20    |
| Villes-départ  | Châtellerault, Le Havre | 2     |
| Villes-arrivée | Paris, Poitiers | 2     |

## Déroulement de la course
Le Suisse Ferdi Kübler abandonne à l'issue de la 11e étape qui emprunte le mont Ventoux et met ainsi un terme à sa carrière sur les grands tours. Le Suisse attaque lors de la montée du mont Chauve et Géminiani le prévient : « Attention, Ferdinand, le Ventoux n'est pas un col comme les autres ». Kübler lui répond : « Ferdi n'est pas non plus un coureur comme les autres ! ». Après son abandon, Kübler prononce des mots qui deviendront célèbres : « Ferdi, il est trop vieux. Il a mal. Ferdi s'est tué ! Ferdi s'est tué dans le Ventoux ! ». Pendant ce Tour, il semble bien que Kübler se soit dopé. Il zigzaguait pendant la montée du mont Ventoux et s'est mis à pousser des cris de tous côtés à la fin de la course. Pendant le contrôle des chambres les commissaires ont trouvé des produits dopants et des seringues. Par la suite pourtant, au cours d'interviews, Kübler a nié s'être jamais dopé.

## Étapes
| Étape         | Date            | Villes étapes                    |                              | Distance (km)         | Vainqueur d’étape     | Leader du classement général |
| ------------- | --------------- | -------------------------------- | ---------------------------- | --------------------- | --------------------- | ---------------------------- |
| 1re étape (a) | jeu. 7 juillet  | Le Havre – Dieppe                | Étape de plaine              | 216                   | Miguel Poblet         | Miguel Poblet                |
| 1re étape (b) | jeu. 7 juillet  | Dieppe – Dieppe                  | Contre-la-montre par équipes | 13                    | Pays-Bas              | Miguel Poblet                |
| 2e étape      | ven. 8 juillet  | Dieppe – Roubaix                 | Étape de plaine              | 204                   | Antonin Rolland       | Wout Wagtmans                |
| 3e étape      | sam. 9 juillet  | Roubaix – Namur (BEL)            | Étape de plaine              | 210                   | Louison Bobet         | Wout Wagtmans                |
| 4e étape      | dim. 10 juillet | Namur (BEL) – Metz               | Étape de plaine              | 225                   | Willy Kemp            | Antonin Rolland              |
| 5e étape      | lun. 11 juillet | Metz – Colmar                    | Étape de plaine              | 229                   | Roger Hassenforder    | Antonin Rolland              |
| 6e étape      | mar. 12 juillet | Colmar – Zurich (SUI)            | Étape de plaine              | 195                   | André Darrigade       | Antonin Rolland              |
| 7e étape      | mer. 13 juillet | Zurich (SUI) – Thonon-les-Bains  | Étape de plaine              | 267                   | Jos Hinsen            | Wim van Est                  |
| 8e étape      | jeu. 14 juillet | Thonon-les-Bains – Briançon      | Étape de montagne            | 253                   | Charly Gaul           | Antonin Rolland              |
| 9e étape      | ven. 15 juillet | Briançon – Monaco (MON)          | Étape de montagne            | 275                   | Raphaël Géminiani     | Antonin Rolland              |
|               | sam. 16 juillet | Monaco (MON)                     | Jour de repos                | Journée de repos no 1 | Journée de repos no 1 | Journée de repos no 1        |
| 10e étape     | dim. 17 juillet | Monaco (MON) – Marseille         | Étape de plaine              | 240                   | Lucien Lazaridès      | Antonin Rolland              |
| 11e étape     | lun. 18 juillet | Marseille – Avignon              | Étape de montagne            | 198                   | Louison Bobet         | Antonin Rolland              |
| 12e étape     | mar. 19 juillet | Avignon – Millau                 | Étape de montagne            | 240                   | Alessandro Fantini    | Antonin Rolland              |
| 13e étape     | mer. 20 juillet | Millau – Albi                    | Étape de plaine              | 205                   | Daan de Groot         | Antonin Rolland              |
| 14e étape     | jeu. 21 juillet | Albi – Narbonne                  | Étape de montagne            | 156                   | Louis Caput           | Antonin Rolland              |
| 15e étape     | ven. 22 juillet | Narbonne – Ax-les-Thermes        | Étape de plaine              | 151                   | Luciano Pezzi         | Antonin Rolland              |
|               | sam. 23 juillet | Ax-les-Thermes                   | Jour de repos                | Journée de repos no 2 | Journée de repos no 2 | Journée de repos no 2        |
| 16e étape     | dim. 24 juillet | Ax-les-Thermes – Toulouse        | Étape de plaine              | 123                   | Rik Van Steenbergen   | Antonin Rolland              |
| 17e étape     | lun. 25 juillet | Toulouse – Saint-Gaudens         | Étape de montagne            | 249                   | Charly Gaul           | Louison Bobet                |
| 18e étape     | mar. 26 juillet | Saint-Gaudens – Pau              | Étape de montagne            | 206                   | Jean Brankart         | Louison Bobet                |
| 19e étape     | mer. 27 juillet | Pau – Bordeaux                   | Étape de plaine              | 195                   | Wout Wagtmans         | Louison Bobet                |
| 20e étape     | jeu. 28 juillet | Bordeaux – Poitiers              | Étape de plaine              | 243                   | Jean Forestier        | Louison Bobet                |
| 21e étape     | ven. 29 juillet | Châtellerault – Tours            | Contre-la-montre individuel  | 69                    | Jean Brankart         | Louison Bobet                |
| 22e étape     | sam. 30 juillet | Tours – Paris - Parc des Princes | Étape de plaine              | 229                   | Miguel Poblet         | Louison Bobet                |

## Classements

### Classement général final
| Classement général | Classement général | Classement général | Classement général | Classement général   |
|                    | Coureur            | Pays               | Équipe             | Temps                |
| ------------------ | ------------------ | ------------------ | ------------------ | -------------------- |
| 1er                | Louison Bobet      | France             | France             | en 130 h 29 min 26 s |
| 2e                 | Jean Brankart      | Belgique           | Belgique           | + 4 min 53 s         |
| 3e                 | Charly Gaul        | Luxembourg         | Luxembourg / Mixte | + 11 min 30 s        |
| 4e                 | Pasquale Fornara   | Italie             | Italie             | + 12 min 44 s        |
| 5e                 | Antonin Rolland    | France             | France             | + 13 min 18 s        |
| 6e                 | Raphaël Géminiani  | France             | France             | + 15 min 1 s         |
| 7e                 | Giancarlo Astrua   | Italie             | Italie             | + 18 min 13 s        |
| 8e                 | Stan Ockers        | Belgique           | Belgique           | + 27 min 13 s        |
| 9e                 | Alex Close         | Belgique           | Belgique           | + 31 min 10 s        |
| 10e                | François Mahé      | France             | France             | + 36 min 27 s        |
| 11e                | Maurice Quentin    | France             | Ouest              | + 36 min 52 s        |
| 12e                | Agostino Coletto   | Italie             | Italie             | + 39 min 14 s        |
| 13e                | Raymond Impanis    | Belgique           | Belgique           | + 46 min 3 s         |
| 14e                | Jean Bobet         | France             | France             | + 1 h 0 min 5 s      |
| 15e                | Wim van Est        | Pays-Bas           | Pays-Bas           | + 1 h 4 min 50 s     |
| 16e                | Vincent Vitetta    | France             | Sud-Est            | + 1 h 5 min 18 s     |
| 17e                | Alfred De Bruyne   | Belgique           | Belgique           | + 1 h 5 min 29 s     |
| 18e                | Gilbert Bauvin     | France             | Nord-Est - Centre  | + 1 h 9 min 58 s     |
| 19e                | Wout Wagtmans      | Pays-Bas           | Pays-Bas           | + 1 h 10 min 16 s    |
| 20e                | Jesús Loroño       | Espagne            | Espagne            | + 1 h 19 min 25 s    |
| 21e                | Jan Nolten         | Pays-Bas           | Pays-Bas           | + 1 h 21 min 45 s    |
| 22e                | Bernardo Ruiz      | Espagne            | Espagne            | + 1 h 25 min 48 s    |
| 23e                | Bruno Monti        | Italie             | Italie             | + 1 h 36 min 21 s    |
| 24e                | Claude Colette     | France             | Ouest              | + 1 h 40 min 1 s     |
| 25e                | Alessandro Fantini | Italie             | Italie             | + 1 h 44 min 45 s    |
| modifier           |                    |                    |                    |                      |

### Classements annexes finals
| Classement par points | Classement par points | Classement par points | Classement par points | Classement par points |
| --------------------- | --------------------- | --------------------- | --------------------- | --------------------- |
|                       | Coureur               | Pays                  | Équipe                | Point(s)              |
| 1er                   | Stan Ockers           | Belgique              | Belgique              | 322 points            |
| 2e                    | Wout Wagtmans         | Pays-Bas              | Pays-Bas              | 399 pts               |
| 3e                    | Miguel Poblet         | Espagne               | Espagne               | 409 pts               |
| 4e                    | Wim van Est           | Pays-Bas              | Pays-Bas              | 415 pts               |
| 5e                    | Gilbert Bauvin        | France                | Nord-Est - Centre     | 483 pts               |
| 6e                    | Antonin Rolland       | France                | France                | 503 pts               |
| 7e                    | Alfred De Bruyne      | Belgique              | Belgique              | 563 pts               |
| 8e                    | Alessandro Fantini    | Italie                | Italie                | 573.5 pts             |
| 9e                    | Bruno Monti           | Italie                | Italie                | 638.5 pts             |
| 10e                   | Raymond Impanis       | Belgique              | Belgique              | 652.5 pts             |
| modifier              |                       |                       |                       |                       |

| Classement du Prix du meilleur grimpeur | Classement du Prix du meilleur grimpeur | Classement du Prix du meilleur grimpeur | Classement du Prix du meilleur grimpeur | Classement du Prix du meilleur grimpeur |
| --------------------------------------- | --------------------------------------- | --------------------------------------- | --------------------------------------- | --------------------------------------- |
|                                         | Coureur                                 | Pays                                    | Équipe                                  | Point(s)                                |
| 1er                                     | Charly Gaul                             | Luxembourg                              | Luxembourg / Mixte                      | 84 points                               |
| 2e                                      | Louison Bobet                           | France                                  | France                                  | 70 pts                                  |
| 3e                                      | Jean Brankart                           | Belgique                                | Belgique                                | 44 pts                                  |
| 4e                                      | Antonio Gelabert                        | Espagne                                 | Espagne                                 | 31 pts                                  |
| 5e                                      | Giancarlo Astrua                        | Italie                                  | Italie                                  | 30 pts                                  |
| 6e                                      | Jesús Loroño                            | Espagne                                 | Espagne                                 | 28 pts                                  |
| 7e                                      | Jan Nolten Pasquale Fornara             | Pays-Bas Italie                         | Pays-Bas Italie                         | 24 pts                                  |
| 9e                                      | Raphaël Géminiani                       | France                                  | France                                  | 23 pts                                  |
| 10e                                     | Gilbert Scodeller                       | France                                  | Nord-Est - Centre                       | 18 pts                                  |
| modifier                                |                                         |                                         |                                         |                                         |

| Classement par équipes | Classement par équipes | Classement par équipes | Classement par équipes |
|                        | Équipe                 | Pays                   | Temps                  |
| ---------------------- | ---------------------- | ---------------------- | ---------------------- |
| 1re                    | France                 | France                 | en 389 h 10 min 14 s   |
| 2e                     | Italie                 | Italie                 | + 47 min 33 s          |
| 3e                     | Belgique               | Belgique               | + 1 h 54 min 7 s       |
| 4e                     | Pays-Bas               | Pays-Bas               | + 3 h 11 min 42 s      |
| 5e                     | Nord-Est - Centre      | France                 | + 3 h 46 min 48 s      |
| 6e                     | Espagne                | Espagne                | + 4 h 35 min 38 s      |
| 7e                     | Sud-Est                | France                 | + 5 h 57 min 7 s       |
| 8e                     | Ouest                  | France                 | + 6 h 6 min 55 s       |
| 9e                     | Suisse                 | Suisse                 | + 6 h 45 min 13 s      |
| 10e                    | Luxembourg / Mixte     | Luxembourg             | + 6 h 49 min 8 s       |
| modifier               |                        |                        |                        |

| Classement de la combativité | Classement de la combativité | Classement de la combativité | Classement de la combativité | Classement de la combativité |
| ---------------------------- | ---------------------------- | ---------------------------- | ---------------------------- | ---------------------------- |
|                              | Coureur                      | Pays                         | Équipe                       | Point(s)                     |
| 1er                          | Charly Gaul                  | Luxembourg                   | Luxembourg / Mixte           | 256 points                   |
| 2e                           | Louison Bobet                | France                       | France                       | 220 pts                      |
| 3e                           | Roger Hassenforder           | France                       | Nord-Est - Centre            | 114 pts                      |
| 4e                           | Jean Brankart                | Belgique                     | Belgique                     | 112 pts                      |
| 5e                           | Jean Stablinski              | France                       | Nord-Est - Centre            | 107 pts                      |
| 6e                           | Francisco Alomar             | Espagne                      | Espagne                      | 106 pts                      |
| 7e                           | Jan Nolten                   | Pays-Bas                     | Pays-Bas                     | 96 pts                       |
| 8e                           | Miguel Poblet                | Espagne                      | Espagne                      | 75 pts                       |
| 9e                           | Ferdi Kübler Claude Le Ber   | Suisse France                | Suisse Ouest                 | 74 pts                       |
| modifier                     |                              |                              |                              |                              |

### Évolution des classements
| Étape              | Vainqueur           | Classement général | Classement par points | Classement de la montagne | Classement par équipes | Classement de la combativité | Classement de la combativité |
| Étape              | Vainqueur           | Classement général | Classement par points | Classement de la montagne | Classement par équipes | Étape                        | Leader                       |
| ------------------ | ------------------- | ------------------ | --------------------- | ------------------------- | ---------------------- | ---------------------------- | ---------------------------- |
| 1a                 | Miguel Poblet       | Miguel Poblet      | Miguel Poblet         | Non décerné               | Île-de-France          | Claude Le Ber                | Claude Le Ber                |
| 1b                 | Pays-Bas            | Miguel Poblet      | Miguel Poblet         | Non décerné               | Italie                 | Claude Le Ber                | Claude Le Ber                |
| 2                  | Antonin Rolland     | Wout Wagtmans      | Wout Wagtmans         | Non décerné               | Île-de-France          | Roger Hassenforder           | Claude Le Ber                |
| 3                  | Louison Bobet       | Wout Wagtmans      | Wout Wagtmans         | Non décerné               | France                 | Louison Bobet                | Roger Hassenforder           |
| 4                  | Willy Kemp          | Antonin Rolland    | Wout Wagtmans         | Non décerné               | France                 | Francisco Alomar             | Roger Hassenforder           |
| 5                  | Roger Hassenforder  | Antonin Rolland    | Wout Wagtmans         | Vincent Vitetta           | France                 | Vincent Vitetta              | Roger Hassenforder           |
| 6                  | André Darrigade     | Antonin Rolland    | Wout Wagtmans         | Vincent Vitetta           | France                 | Ferdinand Kübler             | Roger Hassenforder           |
| 7                  | Jos Hinsen          | Wim van Est        | Wout Wagtmans         | Vincent Vitetta           | France                 | Jean Stablinski              | Roger Hassenforder           |
| 8                  | Charly Gaul         | Antonin Rolland    | Wout Wagtmans         | Charly Gaul               | France                 | Charly Gaul                  | Roger Hassenforder           |
| 9                  | Raphaël Géminiani   | Antonin Rolland    | Miguel Poblet         | Charly Gaul               | France                 | Charly Gaul                  | Charly Gaul                  |
| 10                 | Lucien Lazaridès    | Antonin Rolland    | Wout Wagtmans         | Charly Gaul               | France                 | Francisco Alomar             | Charly Gaul                  |
| 11                 | Louison Bobet       | Antonin Rolland    | Wout Wagtmans         | Charly Gaul               | France                 | Louison Bobet                | Charly Gaul                  |
| 12                 | Alessandro Fantini  | Antonin Rolland    | Wout Wagtmans         | Charly Gaul               | France                 | Nello Lauredi                | Charly Gaul                  |
| 13                 | Daan de Groot       | Antonin Rolland    | Wim van Est           | Charly Gaul               | France                 | Daan de Groot                | Charly Gaul                  |
| 14                 | Louis Caput         | Antonin Rolland    | Wim van Est           | Charly Gaul               | France                 | Max Cohen                    | Charly Gaul                  |
| 15                 | Luciano Pezzi       | Antonin Rolland    | Stan Ockers           | Charly Gaul               | France                 | Jan Nolten                   | Charly Gaul                  |
| 16                 | Rik Van Steenbergen | Antonin Rolland    | Stan Ockers           | Charly Gaul               | France                 | Lucien Teisseire             | Charly Gaul                  |
| 17                 | Charly Gaul         | Louison Bobet      | Stan Ockers           | Charly Gaul               | France                 | Charly Gaul                  | Charly Gaul                  |
| 18                 | Jean Brankart       | Louison Bobet      | Stan Ockers           | Charly Gaul               | France                 | Louison Bobet                | Charly Gaul                  |
| 19                 | Wout Wagtmans       | Louison Bobet      | Stan Ockers           | Charly Gaul               | France                 | Henri Sitek                  | Charly Gaul                  |
| 20                 | Jean Forestier      | Louison Bobet      | Stan Ockers           | Charly Gaul               | France                 | Rino Benedetti               | Charly Gaul                  |
| 21                 | Jean Brankart       | Louison Bobet      | Stan Ockers           | Charly Gaul               | France                 | Jean Brankart                | Charly Gaul                  |
| 22                 | Miguel Poblet       | Louison Bobet      | Stan Ockers           | Charly Gaul               | France                 | Miguel Poblet                | Charly Gaul                  |
| Classements finals | Classements finals  | Louison Bobet      | Stan Ockers           | Charly Gaul               | France                 | Charly Gaul                  | Charly Gaul                  |

## Liste des coureurs
La liste ci-dessous présente les coureurs inscrits par numéro de dossard.
| Légende | Légende                                                                    | Légende | Légende                                                    |
| ------- | -------------------------------------------------------------------------- | ------- | ---------------------------------------------------------- |
| Num     | Dossard de départ porté par le coureur sur ce Tour                         | Pos     | Position à l'arrivée de la course                          |
|         | Indique un maillot de champion national ou mondial, suivi de sa spécialité | NP      | Indique un coureur qui n'a pas pris le départ de la course |
| AB      | Indique un coureur qui n'a pas terminé la course                           | HD      | Indique un coureur qui a terminé la course hors des délais |

| France                           | France                  | France |
| -------------------------------- | ----------------------- | ------ |
| Num                              | Coureur                 | Pos    |
| 1                                | Louison Bobet (FRA)     | 1er    |
| 2                                | Jean Bobet (FRA)        | 14e    |
| 3                                | André Darrigade (FRA)   | 49e    |
| 4                                | Jean Dotto (FRA)        | AB-16  |
| 5                                | Jean Forestier (FRA)    | 32e    |
| 6                                | Bernard Gauthier (FRA)  | 46e    |
| 7                                | Raphaël Géminiani (FRA) | 6e     |
| 8                                | François Mahé (FRA)     | 10e    |
| 9                                | Jean Malléjac (FRA)     | AB-11  |
| 10                               | Antonin Rolland (FRA)   | 5e     |
| Directeur sportif : Marcel Bidot |                         |        |

| Belgique                         | Belgique                    | Belgique |
| -------------------------------- | --------------------------- | -------- |
| Num                              | Coureur                     | Pos      |
| 11                               | Jan Adriaensens (BEL)       | 28e      |
| 12                               | Jean Brankart (BEL)         | 2e       |
| 13                               | Alex Close (BEL)            | 9e       |
| 14                               | Hilaire Couvreur (BEL)      | AB-7     |
| 15                               | Alfred De Bruyne (BEL)      | 17e      |
| 16                               | Raymond Impanis (BEL)       | 13e      |
| 17                               | Stan Ockers (BEL)           | 8e       |
| 18                               | Edgard Sorgeloos (BEL)      | AB-8     |
| 19                               | Richard Van Genechten (BEL) | AB-21    |
| 20                               | Rik Van Steenbergen (BEL)   | 55e      |
| Directeur sportif : Sylvère Maes |                             |          |

| Espagne                              | Espagne                | Espagne |
| ------------------------------------ | ---------------------- | ------- |
| Num                                  | Coureur                | Pos     |
| 21                                   | Francisco Alomar (ESP) | NP-11   |
| 22                                   | Salvador Botella (ESP) | AB-10   |
| 23                                   | Gabriel Company (ESP)  | 57e     |
| 24                                   | Antonio Gelabert (ESP) | AB-17   |
| 25                                   | Jesús Loroño (ESP)     | 20e     |
| 26                                   | Francisco Masip (ESP)  | AB-6    |
| 27                                   | José Mateo (ESP)       | 65e     |
| 28                                   | Carmelo Morales (ESP)  | HD-10   |
| 29                                   | Miguel Poblet (ESP)    | 26e     |
| 30                                   | Bernardo Ruiz (ESP)    | 22e     |
| Directeur sportif : Luis Puig Esteve |                        |         |

| Grande-Bretagne                   | Grande-Bretagne      | Grande-Bretagne |
| --------------------------------- | -------------------- | --------------- |
| Num                               | Coureur              | Pos             |
| 31                                | Dave Bedwell (GBR)   | AB-3            |
| 32                                | Tony Hoar (GBR)      | 69e             |
| 33                                | Stan Jones (GBR)     | HD-7            |
| 34                                | Fred Krebs (GBR)     | AB-11           |
| 35                                | Bob Maitland (GBR)   | AB-9            |
| 36                                | Ken Mitchell (GBR)   | AB-11           |
| 37                                | Bernard Pusey (GBR)  | HD-2            |
| 38                                | Brian Robinson (GBR) | 29e             |
| 39                                | Ian Steel (GBR)      | AB-8            |
| 40                                | Bevis Wood (GBR)     | AB-3            |
| Directeur sportif : Sydney Cozens |                      |                 |

| Pays-Bas                            | Pays-Bas               | Pays-Bas |
| ----------------------------------- | ---------------------- | -------- |
| Num                                 | Coureur                | Pos      |
| 41                                  | Daan de Groot (NED)    | 36e      |
| 42                                  | Piet Haan (NED)        | AB-9     |
| 43                                  | Jos Hinsen (NED)       | 41e      |
| 44                                  | Jan Nolten (NED)       | 21e      |
| 45                                  | Hein Van Breenen (NED) | 27e      |
| 46                                  | Wies van Dongen (NED)  | AB-9     |
| 47                                  | Wim van Est (NED)      | 15e      |
| 48                                  | Adri Voorting (NED)    | AB-9     |
| 49                                  | Gerrit Voorting (NED)  | AB-8     |
| 50                                  | Wout Wagtmans (NED)    | 19e      |
| Directeur sportif : Kees Pellenaars |                        |          |

| Italie                            | Italie                   | Italie |
| --------------------------------- | ------------------------ | ------ |
| Num                               | Coureur                  | Pos    |
| 51                                | Giancarlo Astrua (ITA)   | 7e     |
| 52                                | Danilo Barozzi (ITA)     | 40e    |
| 53                                | Rino Benedetti (ITA)     | 42e    |
| 54                                | Eugenio Bertoglio (ITA)  | AB-6   |
| 55                                | Agostino Coletto (ITA)   | 12e    |
| 56                                | Alessandro Fantini (ITA) | 25e    |
| 57                                | Pasquale Fornara (ITA)   | 4e     |
| 58                                | Pietro Giudici (ITA)     | 30e    |
| 59                                | Bruno Monti (ITA)        | 23e    |
| 60                                | Luciano Pezzi (ITA)      | 34e    |
| Directeur sportif : Alfredo Binda |                          |        |

| Luxembourg / Mixte                 | Luxembourg / Mixte       | Luxembourg / Mixte |
| ---------------------------------- | ------------------------ | ------------------ |
| Num                                | Coureur                  | Pos                |
| 61                                 | Charly Gaul (LUX)        | 3e                 |
| 62                                 | François Gelhausen (LUX) | AB-4               |
| 63                                 | Willy Kemp (LUX)         | 60e                |
| 64                                 | Nicolas Morn (LUX)       | AB-3               |
| 65                                 | Alfred Kain (AUT)        | AB-7               |
| 66                                 | Kurt Schneider (AUT)     | 50e                |
| 67                                 | Heinz Müller (RFA)       | AB-4               |
| 68                                 | Günther Pankoke (RFA)    | 37e                |
| 69                                 | John Beasley (AUS)       | AB-3               |
| 70                                 | Russell Mockridge (AUS)  | 64e                |
| Directeur sportif : Nicolas Frantz |                          |                    |

| Suisse                          | Suisse                   | Suisse |
| ------------------------------- | ------------------------ | ------ |
| Num                             | Coureur                  | Pos    |
| 71                              | Jacky Bovay (SUI)        | 53e    |
| 72                              | Carlo Clerici (SUI)      | AB-12  |
| 73                              | Emilio Croci-Torti (SUI) | AB-11  |
| 74                              | Rolf Graf (SUI)          | AB-9   |
| 75                              | Hans Hollenstein (SUI)   | 48e    |
| 76                              | Marcel Huber (SUI)       | AB-17  |
| 77                              | Ferdi Kübler (SUI)       | NP-12  |
| 78                              | Otto Meili (SUI)         | AB-13  |
| 79                              | Ernst Rudolf (SUI)       | 67e    |
| 80                              | Max Schellenberg (SUI)   | 61e    |
| Directeur sportif : Alex Burtin |                          |        |

| Île-de-France                      | Île-de-France            | Île-de-France |
| ---------------------------------- | ------------------------ | ------------- |
| Num                                | Coureur                  | Pos           |
| 81                                 | Nicolas Barone (FRA)     | 56e           |
| 82                                 | Stanislas Bober (FRA)    | AB-6          |
| 83                                 | Louis Caput (FRA)        | 54e           |
| 84                                 | Jean Dacquay (FRA)       | 38e           |
| 85                                 | Maurice Diot (FRA)       | HD-7          |
| 86                                 | Dominique Forlini (FRA)  | AB-10         |
| 87                                 | Raymond Hoorelbeke (FRA) | 31e           |
| 88                                 | Francis Siguenza (FRA)   | 44e           |
| 89                                 | Eugène Telotte (FRA)     | AB-9          |
| 90                                 | Isaac Vitré (FRA)        | AB-8          |
| Directeur sportif : Julien Prunier |                          |               |

| Nord-Est - Centre                     | Nord-Est - Centre         | Nord-Est - Centre |
| ------------------------------------- | ------------------------- | ----------------- |
| Num                                   | Coureur                   | Pos               |
| 91                                    | Ugo Anzile (FRA)          | 33e               |
| 92                                    | Gilbert Bauvin (FRA)      | 18e               |
| 93                                    | Roger Buchonnet (FRA)     | 51e               |
| 94                                    | Jean-Marie Cieleska (FRA) | 47e               |
| 95                                    | Max Cohen (FRA)           | 63e               |
| 96                                    | Roger Hassenforder (FRA)  | AB-8              |
| 97                                    | Raymond Reisser (FRA)     | AB-11             |
| 98                                    | Gilbert Scodeller (FRA)   | AB-16             |
| 99                                    | Jean Stablinski (FRA)     | 35e               |
| 100                                   | Roger Walkowiak (FRA)     | AB-11             |
| Directeur sportif : Sauveur Ducazeaux |                           |                   |

| Ouest                              | Ouest                 | Ouest |
| ---------------------------------- | --------------------- | ----- |
| Num                                | Coureur               | Pos   |
| 101                                | Albert Bouvet (FRA)   | AB-3  |
| 102                                | Bernard Bultel (FRA)  | AB-9  |
| 103                                | Claude Colette (FRA)  | 24e   |
| 104                                | Claude Le Ber (FRA)   | AB-3  |
| 105                                | Fernand Picot (FRA)   | AB-9  |
| 106                                | Maurice Quentin (FRA) | 11e   |
| 107                                | Jean Robic (FRA)      | AB-10 |
| 108                                | Pierre Ruby (FRA)     | 62e   |
| 109                                | Henri Sitek (FRA)     | 68e   |
| 110                                | Robert Varnajo (FRA)  | AB-8  |
| Directeur sportif : Léon Le Calvez |                       |       |

| Sud-Est                              | Sud-Est                | Sud-Est |
| ------------------------------------ | ---------------------- | ------- |
| Num                                  | Coureur                | Pos     |
| 111                                  | Adolphe Deledda (FRA)  | AB-9    |
| 112                                  | Armand Di Caro (FRA)   | 66e     |
| 113                                  | Nello Lauredi (FRA)    | AB-15   |
| 114                                  | Apo Lazaridès (FRA)    | 39e     |
| 115                                  | Lucien Lazaridès (FRA) | 58e     |
| 116                                  | René Genin (FRA)       | 59e     |
| 117                                  | Pierre Molinéris (FRA) | AB-7    |
| 118                                  | Raoul Rémy (FRA)       | AB-8    |
| 119                                  | Lucien Teisseire (FRA) | 45e     |
| 120                                  | Vincent Vitetta (FRA)  | 16e     |
| Directeur sportif : Marius Guiramand |                        |         |

| Sud-Ouest                     | Sud-Ouest              | Sud-Ouest |
| ----------------------------- | ---------------------- | --------- |
| Num                           | Coureur                | Pos       |
| 121                           | Philippe Agut (FRA)    | 52e       |
| 122                           | Louis Bergaud (FRA)    | AB-12     |
| 123                           | Robert Desbats (FRA)   | AB-5      |
| 124                           | Jacques Dupont (FRA)   | AB-5      |
| 125                           | André Dupré (FRA)      | AB-11     |
| 126                           | Marcel Fernandez (ALG) | HD-2      |
| 127                           | Georges Gay (FRA)      | 43e       |
| 128                           | Valentin Huot (FRA)    | AB-2      |
| 129                           | Maurice Lampre (FRA)   | AB-10     |
| 130                           | Jacques Vivier (FRA)   | AB-5      |
| Directeur sportif : Paul Maye |                        |           |